# Třezalka čtyřkřídlá
Třezalka čtyřkřídlá (Hypericum tetrapterum) je bylina charakteristická úzce čtyřkřídlou lodyhou, jako třezalka je známá pro své farmaceutické a léčebné využití, ale na rozdíl od nejznámější třezalky tečkované (hypericum perforatum) má především menší siličné žlázky, proto není tolik farmaceuticky a i v lidovém léčitelství využívána. Je také náročnější na půdu, tudíž ji nenalezneme tak často jak již zmíněnou třezalku tečkovanou (Hypericum perforatum).

## Popis
Velikost třezalky čtyřkřídlé je 20–80 cm. Její lodyha je přímá, jednoduchá s typicky silně výraznými lištami, ty jsou u báze červenohnědě naběhlé. Tato lysá bylina s četnými výběžky má poloobjímavé listy, které jsou většinou široce eleptické. Na sobě mají hustě tečkované siličné nádržky. Dále nalezneme na okrajích a špičce černé tečkovité žlázky. Hlavní větve květenství jsou řídké a koncové vidlany hustě směstnané. Velikost květů je v průměru 10–15 mm. Kališní lístky jsou úzce kopinaté, korunní pak vejčité, tvarově mírně asymetrické. Zbarvení je světle žluté a ve špičce žláznatě tečkované. Plod je tobolka s řídce se vyskytujícími lištami.

## Rozšíření
Třezalka čtyřkřídlá je rozšířená v Evropě, hlavně ve Střední Evropě a Středomoří, tam ji ale rozhodně nenajdeme ve vyšších oblastech. Dále její hranice určují jižní Švédsko, ruský Černigov, dokonce i západní Afrika.

## Ekologie
Tato třezalka k ideálním podmínkám potřebuje být ve vlhké a živinami bohaté půdě. Zejména obývá mokré louky, rašeliniště, lesní mokřady a také se vyskytuje podél potoků. Typické pro ni je, že kvete od června do srpna.

## Užívaná část
Nať (Herba hyperici) a květ (Flos hyperici)

## Sběr a úprava
Nať se sbírá v době květů, tedy v době července a srpna. Celá rostlina musí být olistěná. Svazuje se v kytice a rozvětvuje se ve stínu na provaze nebo na tyčích a bez obracení se rychle suší. Umělá teplota při sušení nemá přesáhnout 35 stupňů Celsia. Tzv. droga z této rostliny je bez pachu a má trpce nahořklou chuť. Nemají v ní být plody. Květy se často zabarvují a hnědnou. Je nutno ji občas prohlížet, eventuálně přesušit. (Naše rostliny v lékařství, Korbelář, Endris, Avinecum zdravotnické nakladatelství Praha,1981,šesté vydání viz Literatura)

## Účinné látky a působení
Jako účinné látky jsou hlavně silice, flavonové glykosidy, důležitá barviva,katechinové třísloviny a látky doprovodného charakteru. Obsah a vzájemný poměr barviv kolísá podle lokality. Bylina působí příznivě na látkovou výměnu a na vylučování žluči, zlepšuje krevní oběh a zmírňuje dráždění. Vyznačuje se i mírným sedativním efektem. Má také hojivý a protizánětlivý účinek.

## Užití
Vnitřně v nálevu jako sedativum, antiflogistikum a mírné diuretikum, podává se při potížích trávicí soustavy s nedostatečnou činností žaludku, jater, žlučníku, při dráždivosti, neklidném spánku a při nemocech ledvin.
Zevně slouží jako adstringens nejčastěji v oleji, dobře hojí popáleniny i kůži spálenou sluncem, těžce se hojící rány a hemeroidy.
Třezalkový olej se připraví macerací 100g čerstvě rozřezané kvetoucí natě ve 250g lněného oleje nebo oleje olivového, popřípadě slunečnicového. Láhev s olejem a drogou se vystaví na 14 dní na slunce. V té době je nutno občas protřepat.
(Naše rostliny v lékařství, Korbelář, Endris, Avinecum zdravotnické nakladatelství Praha,1981,šesté vydání viz Literatura)

## Zajímavosti
U třezalky po rozemletí čerstvých listů a květů se uvolňuje červené barvivo („krev svatého Jana“), z toho vzniklo mnoho pověr o zázračném účinku třezalky, které se říkalo bylina sv. Jana.